# 美術館站
美術館站位於台灣高雄市鼓山區，為高雄捷運環狀輕軌的捷運車站，車站編號為C21。

## 歷史
高雄市政府捷運工程局曾舉行C15-C37車站徵名活動，票選結果站名為「美術館站」，2022年10月5日，隨著環狀輕軌第二階段「C20臺鐵美術館–C24愛河之心」通車啟用。
因應高雄輕軌成圓，於2024年1月1日至2月25日前進行全線通車試營運，以作為後續正式營運後參考。

## 車站概要

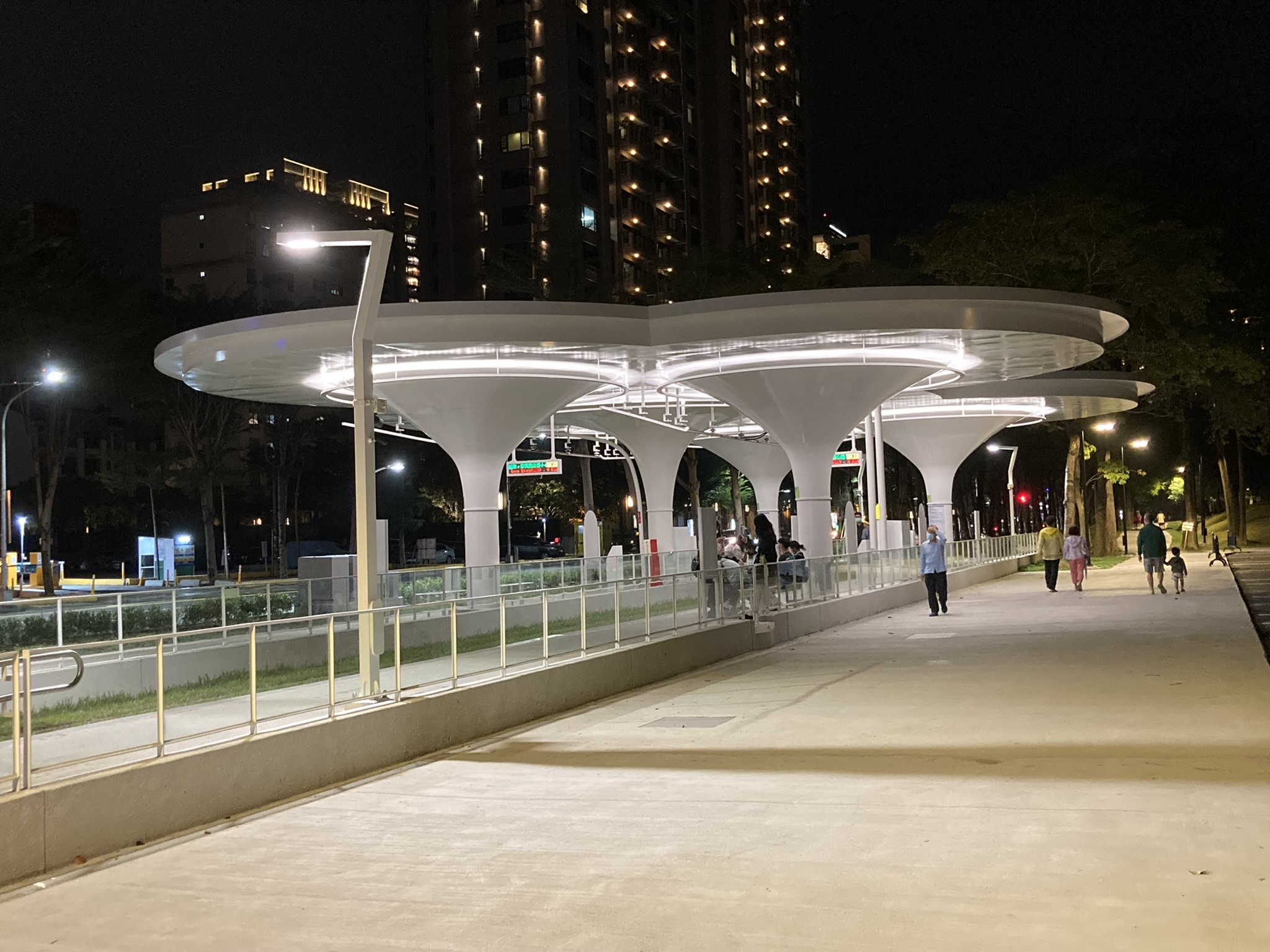
美術館站夜景

站區位於美術館路、美術東二路之路口西北側。定位為中間站。車站構造為兩座間隔式側式月台（目前臺灣僅本站和鄰近的內惟藝術中心站採用此類月台配置）。

### 月台配置
| 地面               |                                      |
| 側式月台，右側開門 |                                      |
|                    | ← 環狀輕軌逆行方向（內惟藝術中心站） |
| 側式月台，左側開門 |                                      |
|                    | 環狀輕軌順行方向（聯合醫院站）→      |
| 出入口             |                                      |

## 外部連結
- 美術館站（高雄捷運公司） （页面存档备份，存于）
- 高雄市政府捷運工程局 環狀輕軌計畫內容